# 鸭鸽营站
鸭鸽营站是一个京广线上的铁路车站，位于中华人民共和国河北省邢台市临城县鸭鸽营乡，建于1911年，目前为四等站，邮政编码为054304。目前客运：办理旅客乘降；行李、包裹托运；货运：办理整车货物发到；不办理爆炸品发到。